# Reale Mutua Assicurazioni
La Reale Mutua Assicurazioni è una mutua assicuratrice italiana. Controlla altre 4 compagnie in Italia, in Spagna e in Cile e controlla Reale Group. È attiva nell'assicurazione danni, auto, vita e previdenza e conta circa 350 agenzie. Luigi Lana, italiano, è l’attuale presidente (eletto nel 2017), al posto del fiumano Iti Mihalich.

## Storia

### Gli inizi

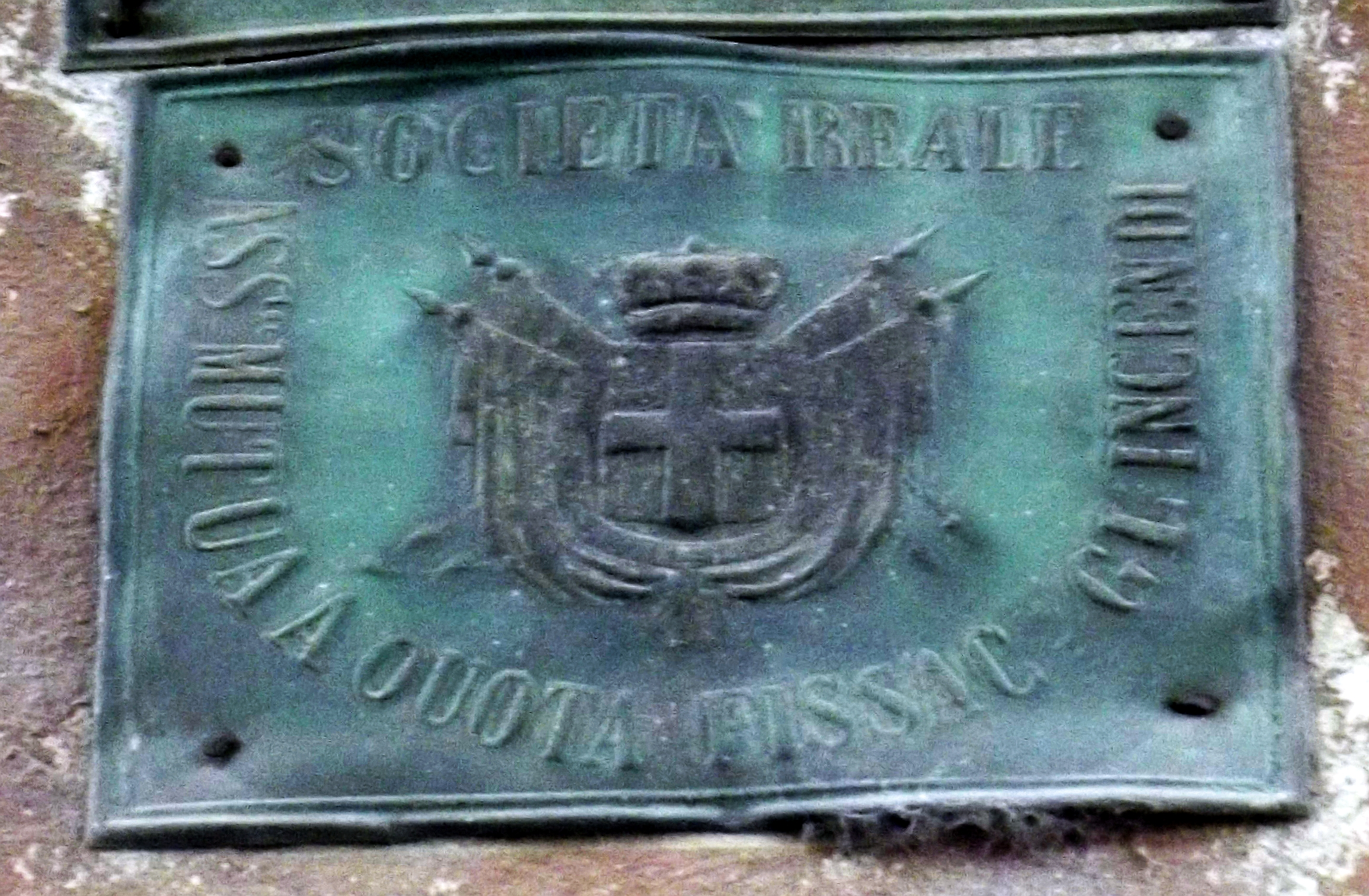
Targa con la denominazione originaria e lo stemma del Regno d'Italia (Lanzo Torinese)

Statuti della Società Reale d'Assicurazione generale, 1830 (Fondazione Mansutti, Milano).

Circolare della Società Reale d'Assicurazione, 1830
(Fondazione Mansutti, Milano).

È fondata a Torino il 31 dicembre 1828 con il nome di "Società Reale di Assicurazioni generale e mutua contro gli incendi". Nel 1829 Re Carlo Felice, che ha voluto la data di fondazione proprio al 31 dicembre, firma le Regie Lettere Patenti e sottoscrive la polizza n. 1 per assicurare Palazzo Chiablese, sua residenza. Nel 1844 il campo dei settori di attività viene allargato e al ramo incendi viene affiancato il ramo grandine. Negli anni successivi, di pari passo con l'estensione del Regno di Sardegna e la successiva unità, Reale espande le proprie sedi inizialmente al nord e poi anche al resto del territorio nazionale: nel 1859 apre la rappresentanza di Milano, nel 1867 sono inaugurate le agenzie di Venezia, Vicenza e Rovigo, nel 1870 apre la sede di Roma, nel 1889 quella di Napoli.

### 1891-1950
A cavallo fra i due secoli i soci raggiungono i 400.000 (1919), e durante la guerra mondiale destina somme alle opere di assistenza e di aiuto ai combattenti. 

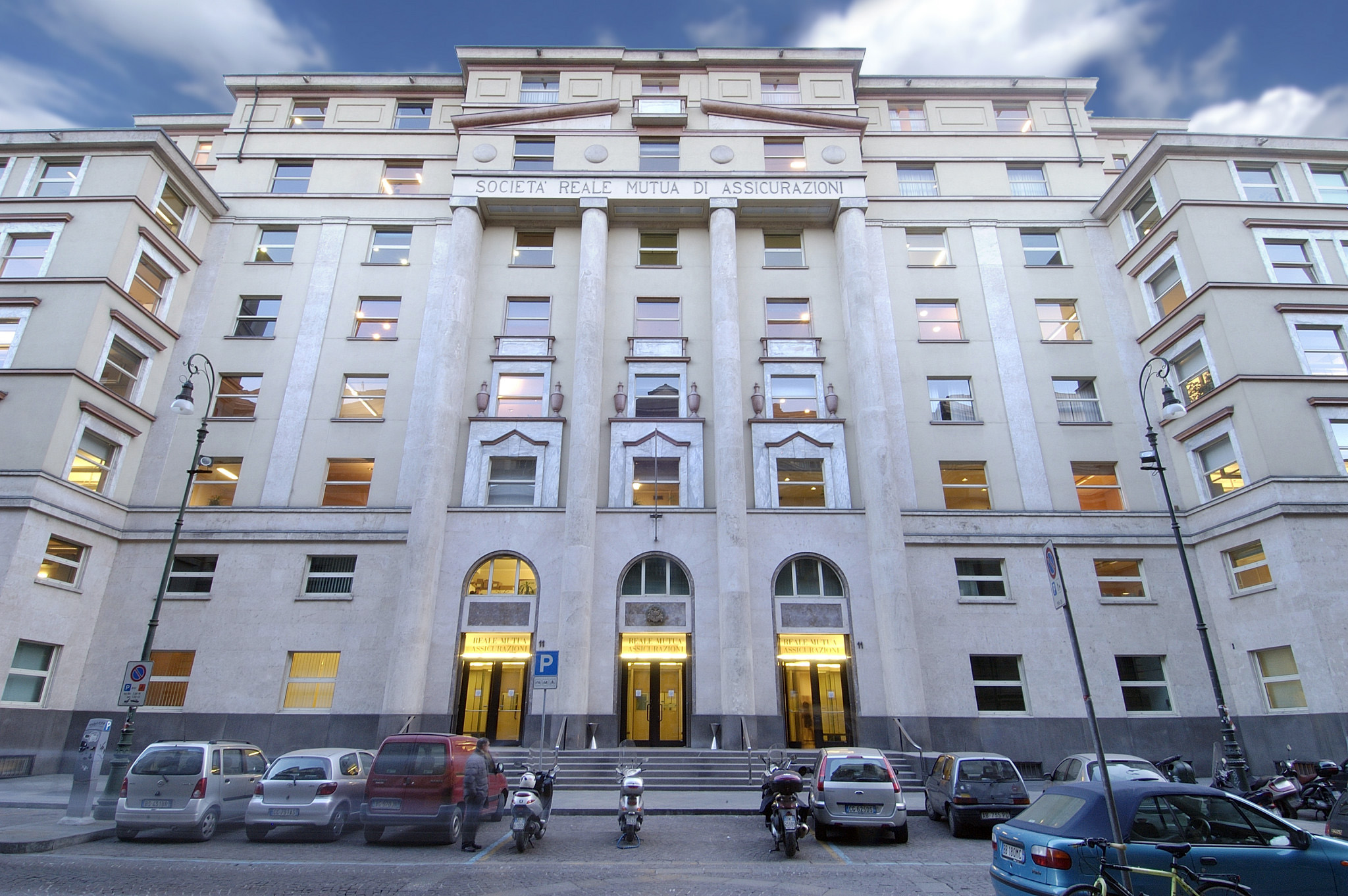
Sede della Reale Mutua Assicurazioni a Torino

Nel 1922 cambia la ragione sociale assumendo la denominazione “Società Reale Mutua di Assicurazioni”. A partire dal 1929 apre i nuovi rami 'Infortuni', 'Responsabilità Civile', 'Danni', 'Furti' e 'Vita'. Le agenzie distribuite sul territorio nazionale sono 90. Nel 1933 trasferisce la sua sede in Via Corte D'Appello 11 a Torino.

### 1951-2010
Nel 1966 il Gruppo Reale Mutua acquisisce le Compagnie "Italiana Incendio e Rischi Diversi" e "Italiana Vita" e nel 1988 è presente anche in Spagna. Nei primi anni novanta supera il milione di clienti, raggiungendo, nel 1991, i mille miliardi di lire di premi totali.
Nel 1993 viene costituita Blue Assistance, società di servizi del Gruppo dedicata all'assistenza. Nel 2000 nasce Banca Reale con l'obiettivo di unire il mondo assicurativo e quello finanziario. Nel 2002 l'intero patrimonio immobiliare di Reale Mutua destinato alla locazione è conferito a Reale Immobili, società immobiliare del Gruppo. Nel 2006 Reale Mutua è sponsor ufficiale dei XX Giochi Olimpici Invernali di Torino.

### 2011-2018
Nel maggio 2017 diventa operativa in Cile la Reale Chile Seguros con 156 dipendenti. Sempre in maggio il Gruppo acquisisce per 294 milioni di euro dalla compagnia austriaca Uniqa Internationale B.V. le attività italiane (fatturato di 1,1 miliardi di cui circa 250 milioni dal ramo danni e una rete di 850 agenti). In questo modo Reale Mutua diventa in Italia la quarta compagnia nel ramo danni dopo Generali, Allianz e UnipolSai. Alla fine di dicembre 2018 il ramo d'azienda Uniqa sarà integrato in Reale Mutua mentre il marchio Uniqa tornerà a disposizione della società austriaca.
Nell'aprile 2018, dopo la celebrazione dei 190 anni di attività, vi è un cambio al vertice della società: lascia dopo 15 anni di presidenza Iti Mihalich, al suo posto è nominato Luigi Lana.

## Reale Group
Reale Group opera in Italia, in Spagna e in Cile nel settore assicurativo attraverso la capogruppo e le Società controllate e collegate. Il Gruppo è attivo anche nel settore immobiliare, bancario e in quello dei servizi.
Reale Group è composto da:
- Reale Mutua Assicurazioni
- Italiana Assicurazioni S.p.A.
- Reale Seguros Generales S.A. (Spagna)
- Reale Chile Seguros Generales S.A. (Cile)
- Reale Immobili S.p.A.
- Banca Reale S.p.A.
- Blue Assistance S.p.A.
- Reale ITES SRL[5]

## La mutualità
Reale Mutua è la più grande compagnia assicuratrice italiana tra quelle costituite in forma di mutua.
La mutualità è l'assicurazione in forma mutualistica. Il principio della mutualità assicurativa è il concetto secondo il quale una collettività organizzata di persone, fisiche o giuridiche, costituisce un patrimonio sociale, lo alimenta con contributi annuali e lo impiega per sollevare i componenti, cioè i soci, dai danni economici subiti per eventi contrari e imprevisti. La società mutua di assicurazione è quindi costituita da tutti gli assicurati e non ha azionisti da remunerare. Gli utili di esercizio, solitamente denominati “risparmio di esercizio”, sono destinati al rafforzamento delle riserve patrimoniali a garanzia delle prestazioni assicurative dovute ai soci in caso di sinistro. Le eccedenze di risparmio, dopo gli accantonamenti alle riserve, sono usualmente restituite ai soci secondo i principi di equità mutualistica, cioè privilegiando le categorie di soci che hanno contribuito in misura maggiore alla raccolta del monte incassi, in relazione alle prestazioni contrattuali ricevute, oppure le categorie di soci colpiti da particolari calamità naturali, come, nel 2012, il terremoto nell'Emilia Romagna.
In Reale Mutua la parte di risparmio d'esercizio non capitalizzato è distribuita ai soci/assicurati sotto forma di miglioramento delle prestazioni delle polizze (Benefici di Mutualità, annualmente deliberati dall'Assemblea dei Delegati), che si concretizza in riduzioni del premio (nel caso di polizze del comparto danni) e in maggiorazioni del rendimento del capitale assicurato (nel caso di coperture nei rami vita).

## Dati economici
Nel 2017 Reale Mutua ha registrato una raccolta premi di 4,5 miliardi di euro (con un aumento del 18% rispetto al 2016) di cui 3 miliardi nel ramo danni (+9,5%) e 1,5 miliardi nel ramo vita (+39,2%). L'utile è stato di 147,5 milioni (+12,6%).

## Il consiglio d'amministrazione
- Presidente: Luigi Lana
- Consiglieri: Maurizio Baudi Di Selve, Mario Carrara, Giovanni Facchinetti Pulazzini, Romano Gianotti, Edoardo Greppi, Luigi Guidobono Cavalchini, Enrico Marenco di Moriondo, Iti Mihalich, Carlo Pavesio, Gian Savino Pene Vidari, Vittorio Amedeo Viora, Marco Weigmann.

## Le aree
Le soluzioni assicurative offerte si riferiscono:
- alla casa, alla famiglia per la tutela del patrimonio e delle persone nell'ambito della salute, dell'integrità fisica, dell'abitazione, del patrimonio e della circolazione/viaggi;
- agli agricoltori e alle piccole imprese per la tutela dei beni dai danni derivanti da incendio, fulmini ecc.;
- ai professionisti per la tutela dai rischi derivanti dall'esercizio della loro professione (medici, commercialisti ecc.);
- al mondo dell'impresa per la tutela dei beni aziendali e dei dipendenti;
- alla previdenza complementare;
- agli investimenti e al risparmio.

## Iniziative

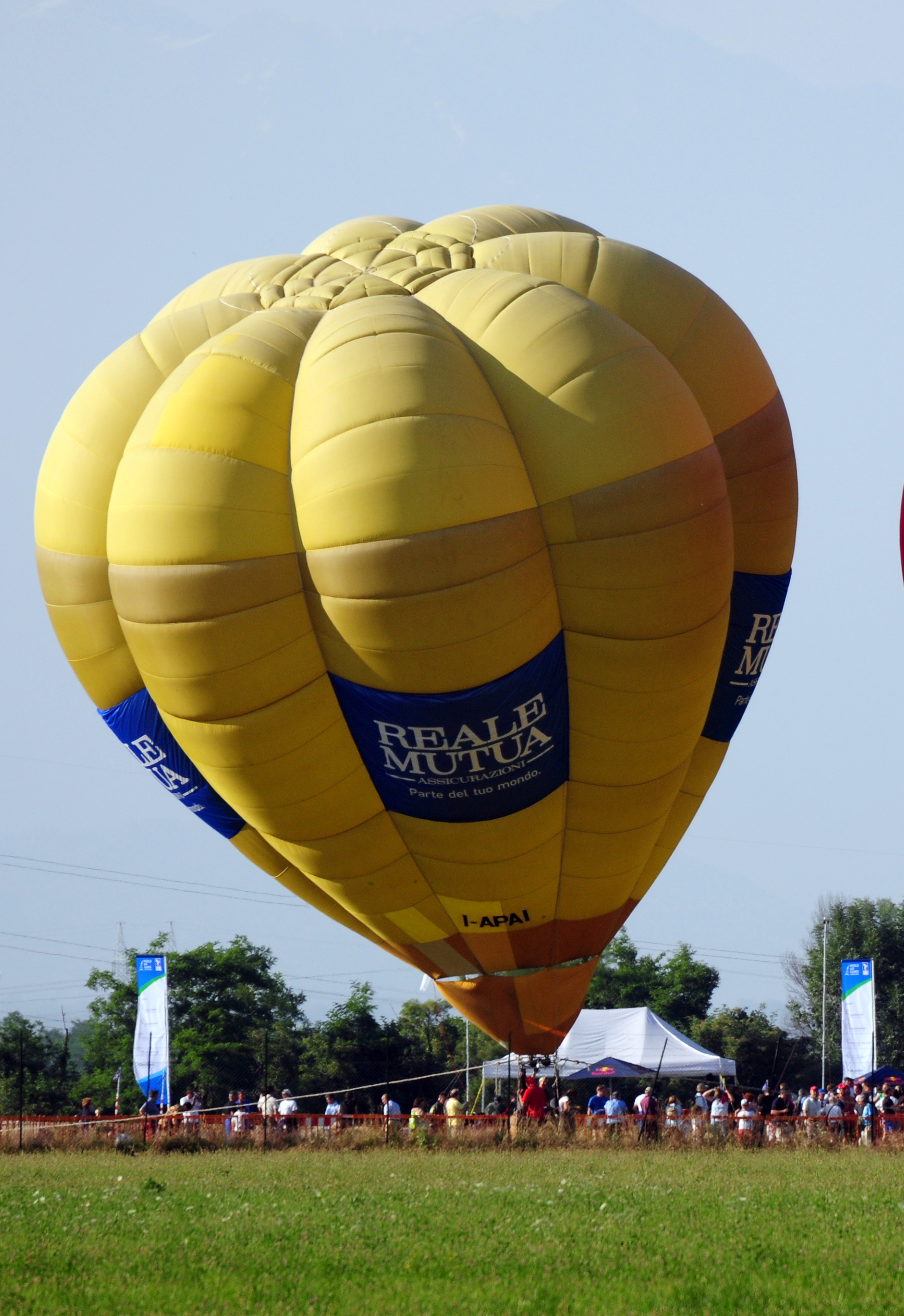
Reale Mutua ai World Air Games 2009

Tra le azioni di solidarietà vi sono i contributi donati per la ricostruzione in seguito al terremoto dell'Aquila del 2009 e il fondo stanziato a favore dei soci/assicurati titolari di imprese e di attività commerciali che hanno subito danni dall'alluvione del Veneto del 2010.
Dal 1986 devolve ogni anno un contributo per la realizzazione di diversi progetti e per il recupero di territori di interesse naturalistico in collaborazione col WWF.
Dal 2007 sostiene, in qualità di socio fondatore, "A come Ambiente", il museo torinese dedicato alla divulgazione e alla formazione ecologica, riconosciuto come risorsa didattica permanente dal Ministero della pubblica istruzione. 
Reale Mutua ha anche sostenuto il progetto di riorganizzazione funzionale del Centro di Documentazione del Museo Nazionale dell’Automobile di Torino.
Dal 2002 è partner della Nazionale italiana di rugby; è stata Sponsor Ufficiale del Torino Football Club, dei XX Giochi olimpici invernali di Torino 2006 e dei World Air Games che si sono tenuti a Torino nel 2009 e durante i quali ha avuto luogo il primo volo pubblico del velivolo alimentato a idrogeno del progetto SkySpark, di cui Reale Mutua è Sponsor Ufficiale.

## Il museo storico
Il Museo Storico di Reale Mutua Assicurazioni nasce nel marzo 2007 in collaborazione con l'Associazione “Amici del Museo di Reale Mutua”. Il museo si trova nelle sale di Palazzo Biandrate Aldobrandino di San Giorgio, a Torino in via Garibaldi 22, già sede della Società.
All'interno del museo sono presenti documenti quali il primo Statuto della società, datato 31 dicembre 1828; i manifesti d'epoca riportanti le tariffe; alcuni ritratti di personaggi insigni, quali i Presidenti Onorari Duchi Amedeo ed Emanuele Filiberto d’Aosta; numerosi autografi di personaggi illustri, già Soci della Reale, quali Vittorio Emanuele II e Umberto II; oltre che il materiale pubblicitario, in particolare degli anni 1930.